# Тимошко Тамара Михайлівна
Тимошко (Тимошко-Горюшко) Тамара Михайлівна (11 липня 1942, м. Астрахань) — українська артистка оперети, заслужена артистка УРСР (1969), народна артистка УРСР (1980), солістка Київського національного академічного театру оперети з 1961 р.(1959-1961-навчання в Студії при цьому театрі).
Знімалась у фільмі Партизанська іскра (1957).

## Життєпис
Народилася 11 липня 1942 року у місті Астрахань. З 1961 року – артистка Київської оперети (1959-1961 рр. навчалася у студії цього столичного музичного театру). З 1980-го – народна артистка України. Серед найпопулярніших вистав за участю актриси – «Сорочинський ярмарок», «Летюча миша», «За двома зайцями», «Небесні ластівки», «Зойчина квартира», «Таке єврейське щастя».

## Нагороди та відзнаки
- Орден княгині Ольги I ст. (17 грудня 2014) — за вагомий особистий внесок у розвиток театрального мистецтва, багаторічну плідну працю та високу професійну майстерність[3]
- Орден княгині Ольги II ст. (16 грудня 2009) — за вагомий особистий внесок у розвиток українського театрального мистецтва, високий професіоналізм та з нагоди 75-ї річниці заснування Київського академічного театру оперети[4]
- Орден княгині Ольги III ст. (24 лютого 2005) — за вагомий внесок у розвиток українського театрального мистецтва, високу виконавську майстерність та багаторічну творчу працю[5]
- Почесна грамота Верховної Ради України (2005)
- Лауреат премії ім.Лесі Українки за 2012 рік[6]
- заслужена артистка УРСР (1969), народна артистка УРСР (1980)